# Muestra Nacional de Teatro
La Muestra Nacional de Teatro es un encuentro itinerante del teatro mexicano realizado cada año, organizado por la Coordinación Nacional de Teatro del Instituto Nacional de Bellas Artes (INBA). La primera Muestra Nacional de Teatro (MNT) se realizó en 1978 en la ciudad de León, Guanajuato, sin embargo tiene sus antecedentes en Festivales y concursos que realizaba el INBA desde los años 50. En el concurso de teatro durante las Fiestas de la Primera de 1951, en la Ciudad de México, por primera vez se presentó un grupo de teatro que no radicaba en la ciudad. El grupo era de Huatusco, Ver. dirigido por Dagoberto Guillaumin con la obra La vivienda 12 de Ramiro Torres y la cual ganó dicho concurso, a partir de entonces, los siguientes concursos consideraban la participación de grupos de los estados, pero es hasta 1978 que se oficializa la intención de apoyar la profesionalización del teatro que se realiza en los estados.
En las primeras ediciones de la MNT no se presentaban obras de la Ciudad de México hasta la edición de 1983 llevada a cabo en Morelia, Mich. Los objetivos y el perfil de este evento se ha modificado con los años y siempre con polémica y discusión por parte del medio teatral mexicano,[cita requerida] que la entiende con un evento propio:

Cuando yo fui Coordinador Nacional de Teatro, junto con mi equipo llegamos a la conclusión de que la MNT era un mal necesario. En sus inicios fue importante por empujar la inexistente, o la todavía no consolidada República del Teatro. Es decir, había una cantidad enorme de islas que formaban un archipiélago, había poco contacto de unos con otros, y la MNT sirvió para esto, en una primera instancia [...] La MNT se volvió muy poco flexible, poco útil. Nosotros tratamos de darle otra vida. Aunque pienso que todavía requiere otro tipo de reformas para que siga existiendo.
Mario Espinosa. Muestra Nacional de Teatro: 1978-2004. Conaculta 2004

## Cronología
- 1978: 1.ª Muestra Nacional de Teatro, en León, estado de Guanajuato (16 obras)
- 1979: 2.ª MNT, en San Luis Potosí, estado de San Luis Potosí (20 obras)
- 1980: 3.ª MNT, en Aguascalientes, estado de Aguascalientes (23 obras)
- 1981: 4.ª MNT, en Veracruz, estado de Veracruz (25 obras)
- 1982: 5.ª MNT, en Acapulco, estado de Guerrero (17 obras)
- 1983: 6.ª MNT, en Morelia, estado de Michoacán (38 obras)
- 1984: 7.ª MNT, en Xalapa, estado de Veracruz (65 obras)
- 1986: 8.ª MNT, en Monterrey, estado de Nuevo León (64 obras)
- 1987: 9ª MNT, en Villahermosa, estado de Tabasco (34 obras)
- 1988: 10.ª MNT, en Monterrey, estado de Nuevo León (57 obras)
- 1990: 11.ª MNT, en Monterrey, estado de Nuevo León (58 obras)
- 1991: 12.ª MNT, en Monterrey, estado de Nuevo León (29 obras)
- 1992: 13.ª MNT, en Monterrey, estado de Nuevo León (15 obras)
- 1993: 14.ª MNT, en Monterrey, estado de Nuevo León (17 obras)
- 1994: 15.ª MNT, en Monterrey, estado de Nuevo León (17 obras)
- 1995: 16.ª MNT, en Monterrey, estado de Nuevo León (19 obras)
- 1996: 17.ª MNT, en Monterrey, estado de Nuevo León (13 obras)
- 1997: 18.ª MNT, en Monterrey, estado de Nuevo León (18 obras)
- 1998: 19.ª MNT, en Monterrey, estado de Nuevo León (14 obras)
- 1999: 20.ª MNT, en Tijuana, BC (28 obras)
- 2000: 21.ª MNT, en Mérida, estado de Yucatán (22 obras)
- 2001: 22.ª MNT, en Guadalajara, Jalisco (25 obras)
- 2002: 23.ª MNT, en Xalapa,Veracruz (27 obras)
- 2003: 24.ª MNT, en Morelia, Michoacán (27 obras
- 2004: 25.ª MNT, en Tijuana, BC (12 obras)
- 2005: 26.ª MNT, en San Luis Potosí, San Luis Potosí
- 2006: 27.ª MNT, en Pachuca, estado de Hidalgo
- 2007: 28.ª MNT, en Zacatecas, estado de Zacatecas
- 2008: 29.ª MNT, en Ciudad Juárez, estado de Chihuahua (27 obras)
- 2009: 30.ª MNT, en Culiacán, estado de Sinaloa (25 obras)
- 2010: 31.ª MNT, en Guadalajara, estado de Jalisco (31 obras)
- 2011: 32.ª MNT, en Campeche, estado de Campeche (31 obras)
- 2012: 33.ª MNT, en San Luis Potosí,San Luis Potosí (35 obras)
- 2013: 34.ª MNT, en Durango, estado de Durango (30 obras)
- 2014: 35.ª MNT, en Monterrey, Nuevo León (35 obras)
- 2015: 36.ª MNT, en Aguascalientes, Aguascalientes (30 obras, más las 5 obras ganadoras de las Muestras Regionales)
- 2016: 37.ª MNT, en San Luis Potosí,San Luis Potosí (32 obras, más las 5 obras ganadoras de las Muestras Regionales)
- 2017: 38.ª MNT, en León, Guanajuato (39 obras)[2][3]
- 2018: 39.ª MNT, en la Ciudad de México (40 obras)[4]
- 2019: 40.ª MNT, en Colima, Colima (33 obras)
- 2020: Se suspende debido a la pandemia por COVID-19
- 2021: 41 MNT, en Ciudad de México con extensión en Cuernavaca Morelos (41 obras, algunas presenciales otras en formato virtual)
- 2022: 42 MNT, en Torreón, Coah. (30 obras)